# クロアチア社会民主党
クロアチア社会民主党（クロアチアしゃかいみんしゅとう、クロアチア語：Socijaldemokratska partija Hrvatske, 略称:SDP）は、クロアチアの政党。中道左派・社会民主主義政党で、クロアチア民主同盟と並びクロアチアの二大政党をなしている。
党の歴史の源流は1937年までさかのぼることができるが、現在の党はユーゴスラビア共産主義者同盟のクロアチア部分だった クロアチア共産主義者同盟 が東欧革命の余波を受けて1990年、共産主義者同盟＝民主変革党 と党名を改めたことが直接の起源となっている。
その後、ユーゴスラビア内戦なかでもクロアチア紛争のなか、フラニョ・トゥジマンらが主導する右派・反共主義的な民族主義が勢いを増してクロアチア民主同盟が支持を集めるなか、共産主義の後継者とみられてきた同党の党勢は低迷を続けた（1994年に現在の党名に変更）。しかしこの間、特にクロアチア紛争の終結およびトゥジマンの死去によって民族主義が一応、鎮静したことに伴って党勢を急伸させ、2000年の議会選挙でクロアチア社会自由党と政党連合を結成し、他の政党からも支持を得て党首のイヴィツァ・ラチャンを首相とする連立政権を樹立した。だが2003年の議会選挙では社会自由党との関係が悪化したことなどにより政権を失った。
2007年の議会選挙でも政権奪還はならなかったが、2009年から2010年に行われた大統領選挙においてはイヴォ・ヨシポヴィッチを当選させ、党勢の復調を見せた。
社会民主主義政党の国際組織である社会主義インターナショナルの加盟政党。